# Çakır (misil)
Çakır es un misil de crucero de nueva generación que puede lanzarse desde plataformas terrestres, marítimas y aéreas con un alcance de más de 150 km (93 millas), diseñado por el fabricante turco de cohetes y misiles Roketsan. Se introdujo con el lanzamiento de las instalaciones de Roketsan Ankara Lalahan el 31 de marzo de 2022. El mismo día, se compartió un vídeo sobre el misil en la cuenta de Twitter de Roketsan.
Los objetivos de Çakır incluyen objetivos de superficie, objetivos terrestres y de superficie cercanos a la costa, objetivos terrestres estratégicos, objetivos de campo y cuevas. El objetivo es realizar el primer disparo desde el UAV Bayraktar Akıncı hacia finales de 2022 y realizar la integración de la plataforma en 2023.
El misil, que puede actuar en coordinación con diferentes plataformas gracias a su enlace de datos en red, permite actualizar la ruta, cambiar de objetivo y cancelar la misión durante el vuelo según la elección del usuario. También tiene la capacidad de esquivar mientras navega. El misil, cuyo terreno sigue la tecnología, puede volar cerca de la superficie del agua. Utiliza el motor turborreactor KTJ-1750 desarrollado por la empresa turca de investigación de defensa Kale Arge.

## Especificaciones técnicas
Algunas de las características son:
- Longitud: 3,3 m (11 pies)
- Longitud incl. refuerzo: 4,1 m (13 pies)
- Diámetro: 275 mm (10,8 pulgadas)
- Peso: 275 kg (606 libras)
- Peso incluido. refuerzo: 330 kg (730 lb)
- Peso de la ojiva: 70 kg (150 lb)
- Tipo de ojiva: Alto explosivo, efecto de partícula perforadora semi-armadura , termobárica
- Motor: Kale Arge KTJ-1750 Turborreactor
- Refuerzo: propulsor sólido
- Alcance: 150 km (93 millas)+
- Velocidad de crucero: Mach 0,75 – Mach 0,85 (919–1040 km/h; 571–647 mph)
- Enlace de datos: basado en red

## Variantes
Çakır es una familia de armas que se ofrecerá en muchas variantes con ojivas guiadas por infrarrojos, guiadas por radiofrecuencia o híbridas y se puede lanzar desde todas las plataformas, es decir, barcos.
Las variantes de la familia Çakır son:
- Çakır CR, misil de crucero
- Çakır AS, misil antibuque
- Çakır LIR, guerra electrónica
- Çakır SW, enjambre